# Кливленд Чардж
Кливленд Чардж (англ. Cleveland Charge) — американский профессиональный баскетбольный клуб, выступающий в Восточной конференции Атлантическом дивизионе Лиги развития НБА. Является фарм-клубом команды Национальной баскетбольной ассоциации «Кливленд Кавальерс».

## История франшизы

### 2001–2005 «Хантсвилл Флайт»
Команда была основана в 2001 году под названием «Хантсвилл Флайт», в городе Хантсвилл, Алабама. «Хантсвилл Флайт» был одним из клубов основателей Лиги развития НБА. В первые два сезона команда не попадала в плей-офф, однако в третьем сезоне попала в финал Д-Лиги, где проиграла «Ашвилл Алтитьюд». Клуб закончил своё пребывание в Алабаме в 2005 году, заняв 3-е место в регулярном чемпионате и попаданием в плей-офф.
Статистика «Хантсвилл Флайт»
| Хантсвилл Флайт |  |     |    |    |      |                                                                                            |
| 2001–02         |  | 5-е | 26 | 30 | 46,4 |                                                                                            |
| 2002–03         |  | 8-е | 22 | 28 | 44,0 |                                                                                            |
| 2003–04         |  | 3-е | 24 | 22 | 52,2 | Выигрыш полуфинала (Чарлстон Лоугейторс) 108-100 Проигрыш финала (Ашвилл Алтитьюд) 108-106 |
| 2004–05         |  | 3-е | 27 | 21 | 56,3 | Проигрыш полуфинала (Ашвилл Алтитьюд) 90-86                                                |

### 2005–2011 «Альбукерке / Нью-Мексико Тандербёрдс»
В 2005 году клуб переехал в Альбукерке, Нью-Мексико и стал называться «Альбукерке Тандербёрдс». В 2006 году клуб впервые выиграл Д-Лигу, победив в финале Форт-Уэрт Флайерз. В сезоне 2006–2007 они также вышли в плей-офф, однако были биты Колорадо Фотинерс. Они играли в Альбукерке вплоть до сезона 2009–2010. В сезоне 2010–2011 они переехали в город Рио-Ранчо, Нью-Мексико и стали называться «Нью-Мексико Тандербёрдс». В Рио-Ранчо они отыграли всего лишь один сезон и не попали в плей-офф.
Статистика «Альбукерке / Нью-Мексико Тандербёрдс»
| Альбукерке Тандербёрдс  |              |     |    |    |      |                                                                                     |
| 2005–06                 |              | 2-е | 26 | 22 | 54,2 | Выигрыш полуфинала (Флорида Флейм) 80-71 Выигрыш финала (Форт-Уэрт Флайерз) 119-108 |
| 2006–07                 | Западный     | 3-е | 24 | 26 | 48,0 | Проигрыш полуфинала (Колорадо Фотинерс) 130-100                                     |
| 2007–08                 | Юго-Западный | 4-е | 22 | 28 | 44,0 |                                                                                     |
| 2008–09                 | Юго-Западный | 3-е | 24 | 26 | 48,0 |                                                                                     |
| 2009–10                 | Западный     | 7-е | 18 | 32 | 36,0 |                                                                                     |
| Нью-Мексико Тандербёрдс |              |     |    |    |      |                                                                                     |
| 2010–11                 | Западный     | 9-е | 20 | 30 | 40,0 |                                                                                     |

### 2011—н.в.«Кантон Чардж»
7 июля 2011 года было объявлено что «Тандербёрдс» были куплены Кливленд Кавальерс и переедут в Кантон, Огайо в сезоне 2011—2012. 11 октября клуб подписал контракт с тренером Алексом Дженсоном. Через 2 дня были объявлены клубное имя, цвета и логотип.
Статистика «Кантон Чардж»
| Кантон Чардж     |                  |                  |     |    |      |                                                                                        |
| 2011–12          | Восточная        | 4-е              | 27  | 23 | 54,0 | Выигрыш 1-о раунда (Спрингфилд Армор) 2-1 Проигрыш полуфинала (Остин Торос) 1–2        |
| 2012–13          | Восточная        | 1-е              | 30  | 20 | 60,0 | Проигрыш 1-о раунда (Талса Сиксти Сиксерс) 1-2                                         |
| 2013–14          | Восточная        | 2-е              | 28  | 22 | 56,0 | Проигрыш 1-о раунда (Су-Фолс Скайфорс) 1-2                                             |
| 2014–15          | Атлантический    | 2-е              | 31  | 19 | 62,0 | Выигрыш 1-о раунда (Су-Фолс Скайфорс) 2-1 Проигрыш полуфинала (Форт-Уэйн Мэд Энтс) 0–2 |
| Регулярный сезон | Регулярный сезон | Регулярный сезон | 116 | 84 | 58,0 | 2011–2015                                                                              |
| Плей-офф         | Плей-офф         | Плей-офф         | 7   | 10 | 41,2 | 2011–2015                                                                              |

## Известные игроки
В клубе играли:
- Мэтин Кливз (2003—2004)
- Менге Батыр (2004—2005)
- Чак Хейз (2005—2006)
- Джей Ар Гидденс (2011)
- Алан Андерсон (2012)
- Джон Луер (2012—2013)
- Сергей Карасёв (2012—2013)
- Джахуан Джонсон (2012—2013)
- Джош Селби (2013)
- Генри Симс (2013)
- Александр Чиж (2014)
- Каррик Феликс (2014)
- Кирилл Фесенко (2014)
- Брэндон Пол (2014—2015)
- Джеймс Синглтон (2015)